# الإدماج (حقوق المعاقين)
للاطلاع على الدراسات الأكاديمية حول الإعاقة، انظر دراسات الإعاقة، راجع حقوق المعاقين للحصول على معلومات عامة حول موضوع حقوق المعاقين. للتعرف على الدفاع عن حقوق المعاقين في الأنظمة التعليمية راجع دمج (تعليم) و تعميم (تعليم).
يُعرّف الإدماج المتعلق بالأشخاص ذوي الإعاقة بأنه إشراك الأفراد ذوي الإعاقة في الأنشطة اليومية وضمان حصولهم على الموارد والفرص بطرق مماثلة لأقرانهم من غير ذوي الإعاقة. يعرّف المدافعون عن حقوق المعاقين الإدماج الحقيقي بأنه متوجّه نحو تحقيق النتائج بدلاً من التركيز فقط على التشجيع. ولتحقيق هذه الغاية، فإن المجتمعات والشركات وغيرها من المجموعات والمنظمات تعتبر شاملة إذا لم يواجه الأشخاص ذوو الاحتياجات الخاصة عوائق تمنعهم من المشاركة وإذا كانوا يتمتعون بفرص متساوية في الوصول إلى الفرص والموارد.
تشمل العوائق الشائعة التي تحول دون الإدماج الاجتماعي والاقتصادي الكامل للمعاقين, البيئات المادية ووسائل النقل العام غير المتاحة لذوي الاحتياجات الخاصة  والنقص في الأجهزة والتقنيات المساعدة ووسائل الاتصال غير المكيّفة لاستخدامها من قبل المعاقين  والفجوات في تقديم الخدمات, بالإضافة إلى التحيز التمييزي ضد المعاقين ووصمة العار التي يطلقها المجتمع عليهم  والأنظمة والقوانين التي إما أنها غير موجودة أو التي تعيق مشاركة جميع الأشخاص الذين يعانون من حالة صحية في جميع مجالات الحياة.
ويرى أنصار الإدماج أن أحد العوائق الرئيسية التي تحول دون تحقيق الإدماج بشكل كامل هو النموذج الطبي للإعاقة، حيث يفترض أن الإعاقة بطبيعتها تقلل من جودة حياة الفرد وتهدف إلى استخدام التدخل الطبي لتقليل الإعاقة أو تصحيحها, وتركز هذه التدخلات الطبية على العلاج الجسدي و/أو العقلي من حيث وصف الأدوية والقيام العمليات الجراحية وإتاحة الأجهزة المساعدة. ويزعم دعاة الإدماج الذين يلتزمون عموما بالنموذج الاجتماعي للإعاقة أن هذا النهج خاطئ وأن أولئك الذين يعانون من إعاقات جسدية و/أو حسية وفكرية و/أو تنموية يحصلون على نتائج أفضل إذا لم يُفترض أن جودة حياتهم تقل بسبب الإعاقة وإذا لم ينظر إليهم كأنما يحتاجون إلى إصلاح.

## أساليب لتحقيق الإدماج
إن الإدماج في جوهره نهج متعدد الجوانب يتضمن مجموعة متنوعة من الأساليب  عبر مختلف الثقافات والبيئات, وهو يسعى إلى ضمان انتماء الأشخاص من ذوي القدرات المختلفة بشكل واضح وملموس إلى أهداف وغايات المجتمع ككل ومشاركتهم فيها وارتباطهم بشكل فاعل معها.
ويعد التصميم الشامل أحد المفاهيم الأساسية والأساليب المتبعة في دمج الأشخاص ذوي الإعاقة, حيث يتضمن تصميم المباني أو المنتجات أو البيئات بطريقة تضمن إمكانية الوصول وسهولة الاستخدام إلى أقصى حد ممكن.
إن تعميم ذوي الإعاقة هو أسلوب وسياسة وأداة لتحقيق الإدماج الاجتماعي, حيث إنه باختصار عملية تتمحور حول دمج الأفراد المهمشين سابقًا إلى المجتمع العام. ويتم تحقيق ذلك من خلال جعل "احتياجات وتجارب الأشخاص من ذوي الإعاقة جزءًا لا يتجزأ من تصميم وتنفيذ ورصد وتقييم السياسات والبرامج في جميع المجالات السياسية والاقتصادية والاجتماعية بحيث يستفيد الأشخاص ذوو الإعاقة على حد سواء مع بقية أفراد المجتمع وحتى لا يدوم غياب المساواة." أما التعميم في البيئات التعليمية، فهو  وضع الطلاب الذين لديهم خدمات تعليمية خاصة في فصل دراسي للتعليم العام خلال فترات زمنية محددة بناءً على مهاراتهم لتمكين الشخص ذي الإعاقة من المشاركة في بيئة "عامة" دون صعوبة إضافية من خلال خلق بيئة شاملة. فعلى سبيل المثال, تعمل المبادرات التعليمية مثل قانون تعليم الأفراد ذوي الإعاقة ومبادرة لا يترك طفل وراءً (No Child Left Behind) على تعزيز التعليم الشامل أو دمج الأطفال ذوي الإعاقة – مثل المصابين بالتوحد – حتى يتمكنوا من المشاركة في المجتمع ككل.

## الإدماج في  الولايات المتحدة الأمريكية
في الولايات المتحدة، تهدف القوانين الفيدرالية  المتعلقة بالأفراد ذوي الإعاقة إلى خلق بيئة شاملة عن طريق تعزيز الإدماج وعدم التمييز وتجهيز الترتيبات التيسيرية المعقولة للمعاقين ومتابعة التصميم الشامل. وهناك ثلاثة قوانين فيدرالية رئيسية تحمي حقوق المعاقين وتحاول ضمان دمجهم في العديد من جوانب المجتمع.
تحمي المادة 504 من قانون إعادة التأهيل لعام 1973 الأفراد من التمييز على أساس الإعاقة, وتنطبق متطلبات عدم التمييز في القانون على أرباب العمل والمنظمات التي تتلقى مساعدة مالية من الإدارات أو الوكالات الفيدرالية. ولقد أنشأ هذا القانون ووسع الحقوق المدنية للأشخاص من ذوي الإعاقة وسمح بوضع الترتيبات التيسيرية المعقولة، مثل مناطق الدراسة الخاصة والمساعدة اللازمة لكل طالب.
نشرت وزارة العدل الأمريكية قانون الأمريكيين ذوي الإعاقة (ADA) في عام 1990, وهو قانون الحقوق المدنية الذي يحمي الحريات المدنية للأفراد ذوي الإعاقة. وفيما يتعلق بالتصميم الشامل، فإن قانون الأميركيين ذوي الإعاقة يتطلب من أصحاب العمل والمنظمات المشمولة توفير تسهيلات معقولة للموظفين ذوي الإعاقة ويفرض متطلبات إمكانية الوصول إلى المرافق العامة. ويضمن هذا القانون تكافؤ الفرص للأفراد ذوي الإعاقة في عدة مجالات: وهي التوظيف و إمكانية الوصول للأماكن العامة (مثل المطاعم والفنادق والمكتبات والمدارس الخاصة وغيرها) واستعمال المواصلات وخدمات الدولة والحكومات المحلية والاتصالات (مثل الهواتف وأجهزة التلفزيون وأجهزة الكمبيوتر).
يتطرق قانون حماية المرضى والرعاية الميسرة – الذي نُشر في عام  2010– إلى إدماج ذوي الإعاقة حيث إنه يصنف حالة الإعاقة كفئة ديموغرافية ويفرض جمع البيانات عنها لتقييم الفوارق الصحية.
في حين أُنشئت القوانين لضمان سهولة الوصول المادي، مثل المنحدرات الإلزامية للكراسي المتحركة، لا يزال مجتمع المعاقين لا يتمتع بمعدل مرتفع من المشاركة في الأنشطة الثقافية. بالإضافة إلى ذلك، تظل المواقف والأحكام المسبقة التي يحملها الأشخاص من غير ذوي الإعاقة تجاه مجتمع المعاقين مشكلة مستمرة. ففي نهاية المطاف عندما يتعلق الأمر بالتصورات المجتمعية للأفراد ذوي الإعاقة فإن العوائق التي تحول دون الإدماج تشمل عمومًا سلوكيات الآخرين، من سوء الفهم ونقص الوعي حول الإعاقات وحتى عدم فهم الوظائف التي تؤديها حيوانات الخدمة.بالإضافة إلى أن الحواجز المادية موجودة بالفعل، بما في ذلك وسائل النقل ومستوى الإضاءة، أو قلة المباني والمعدات التي يمكن للمعاقين الوصول إليها.